# Kvadricykel

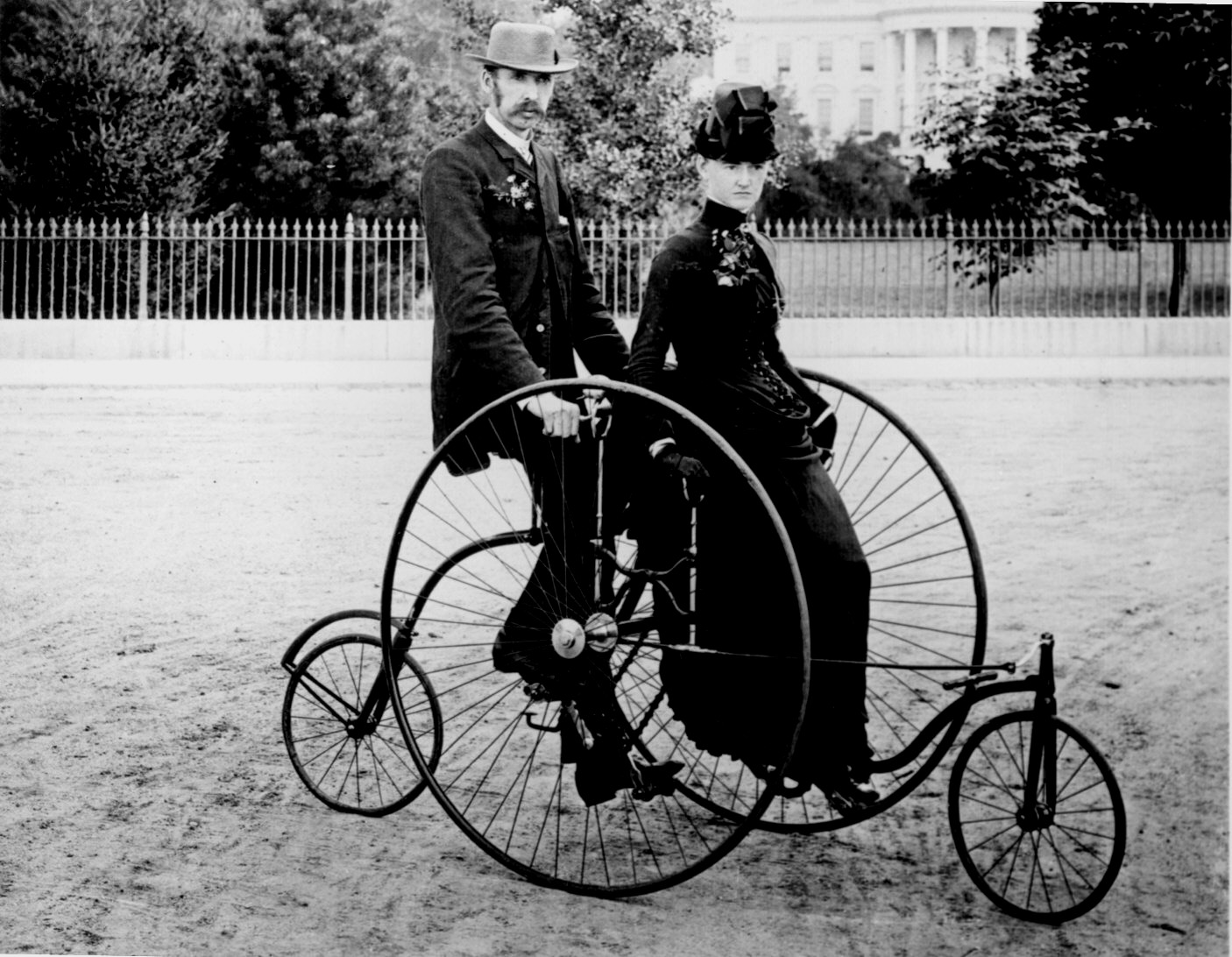
En tidig kvadricykel, fotograferad 1886 framför Vita huset i Washington D.C.

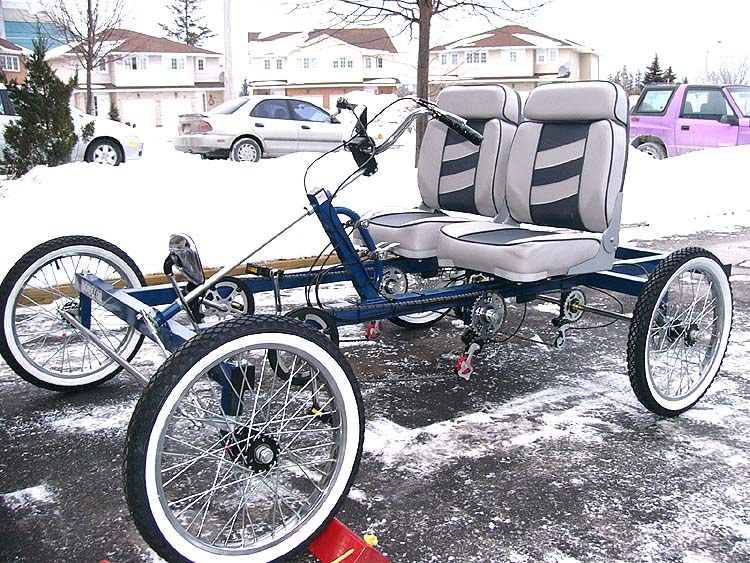
En senare modell

Kvadricykel – alternativt stavat quadricykel – (fyrhjulig cykel) var ursprungligen ett fyrhjuligt pedaldrivet fordon, på samma sätt som den konventionella cykeln förr kallades bicykel (tvåhjulig cykel) på svenska. Det första nu kända exemplaret av en kvadricykel visades på en världsutställning i New York år 1853.
Henry Fords första bilkonstruktion kallades för Ford Quadricycle.